# Ostromia crassipes

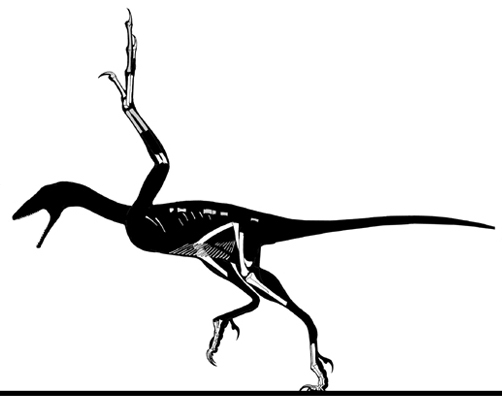
Diagrama mostrando los elementos conocidos del esqueleto.

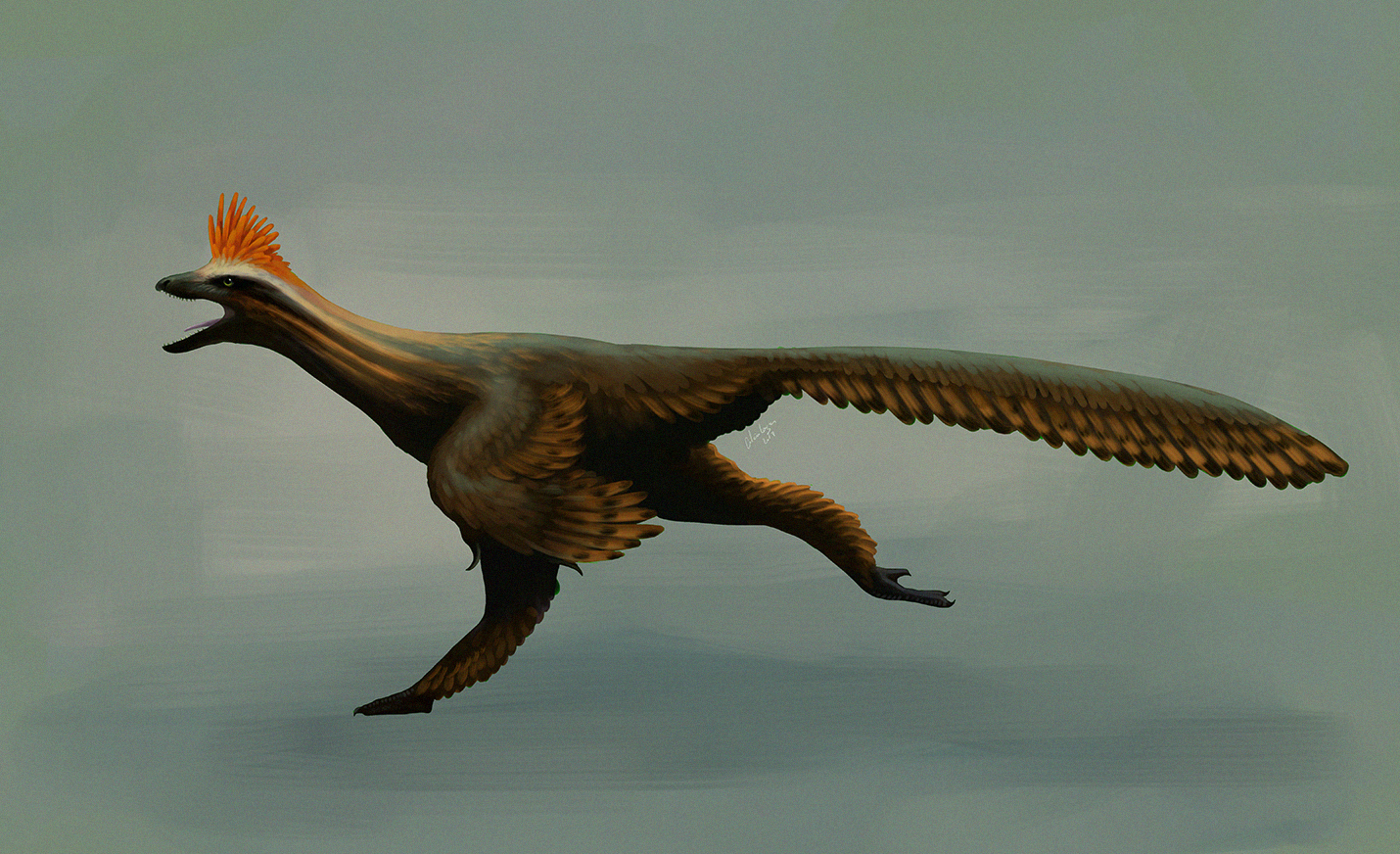
Recreación de Ostromia

Ostromia crassipes es la única especie conocida del género extinto Ostromia dinosaurio terópodo anquiornítido, que vivió a finales del período Jurásico, hace aproximadamente entre  a  millones de años, durante el Kimmeridgiense, en lo que es hoy Europa. sus fósiles fueron encontrados en el Jurásico Superior de Alemania. El género solo incluye a una especie, O. crassipes, nombrada por Christian Foth y Oliver Rauhut en 2017. Fue descrito originalmente como el "espécimen de Haarlem" de Archaeopteryx, hasta que se reconoció que era un taxón diferente de Archaeopteryx y estaría en realidad más cercanamente relacionado con Anchiornis, descubierto en China.

## Descripción

### Diferencias conArchaeopteryx

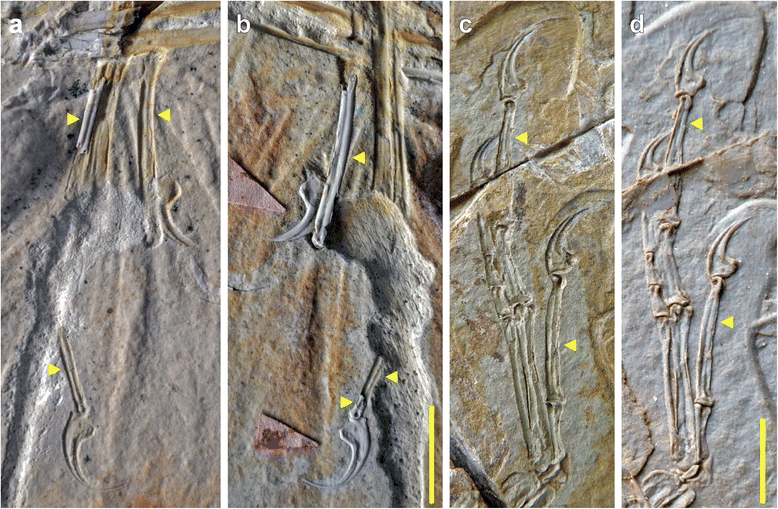
Ranuras (flechas amarillas) en los huesos de la mano de Ostromia (a,b) y Anchiornis (c,d)

Aunque el espécimen de Haarlem está demasiado incompleto como para identificar cualquier rasgo único de diagnóstico, tiene varias características que contrastan con las conocidas en Archaeopteryx. La proporción de la longitu entre el tercer y el primer metacarpiano en la mano es mayor en Ostromia que en cualquiera de los especímenes de Archaeopteryx. Adicionalmente, el ungual (garra) del primer dedo de la mano es más pequeño que su correspondiente primer metacarpiano, mientras que en Archaeopteryx la garra es mayor. Se estima también que los metatarsianos del espécimen de Haarlem son proporcionalmente más largos que los reportados para Archaeopteryx.
Adicionalmente, el espécimen de Haarlem comparte varios rasgos con Anchiornis. El más notable de estos es que ambos tienen ranuras longitudinales en los lados superior e inferior de sus falanges en la mano. Aunque dichas estructuras podrían ser el resultado de que los huesos estuvieran rotos o colapsados (como es el caso de varios especímenes de Archaeopteryx), los bordes rectos y lisos de las ranuras en Ostromia y Anchiornis indican que son rasgos biológicos legítimos. El eje del pubis del espécimen de Haarlem también está muy flexionado hacia atrás y tiene una "bota" púbica triangular, similar al pubis de Anchiornis pero diferente al de Archaeopteryx.